# Raszyn (województwo mazowieckie)

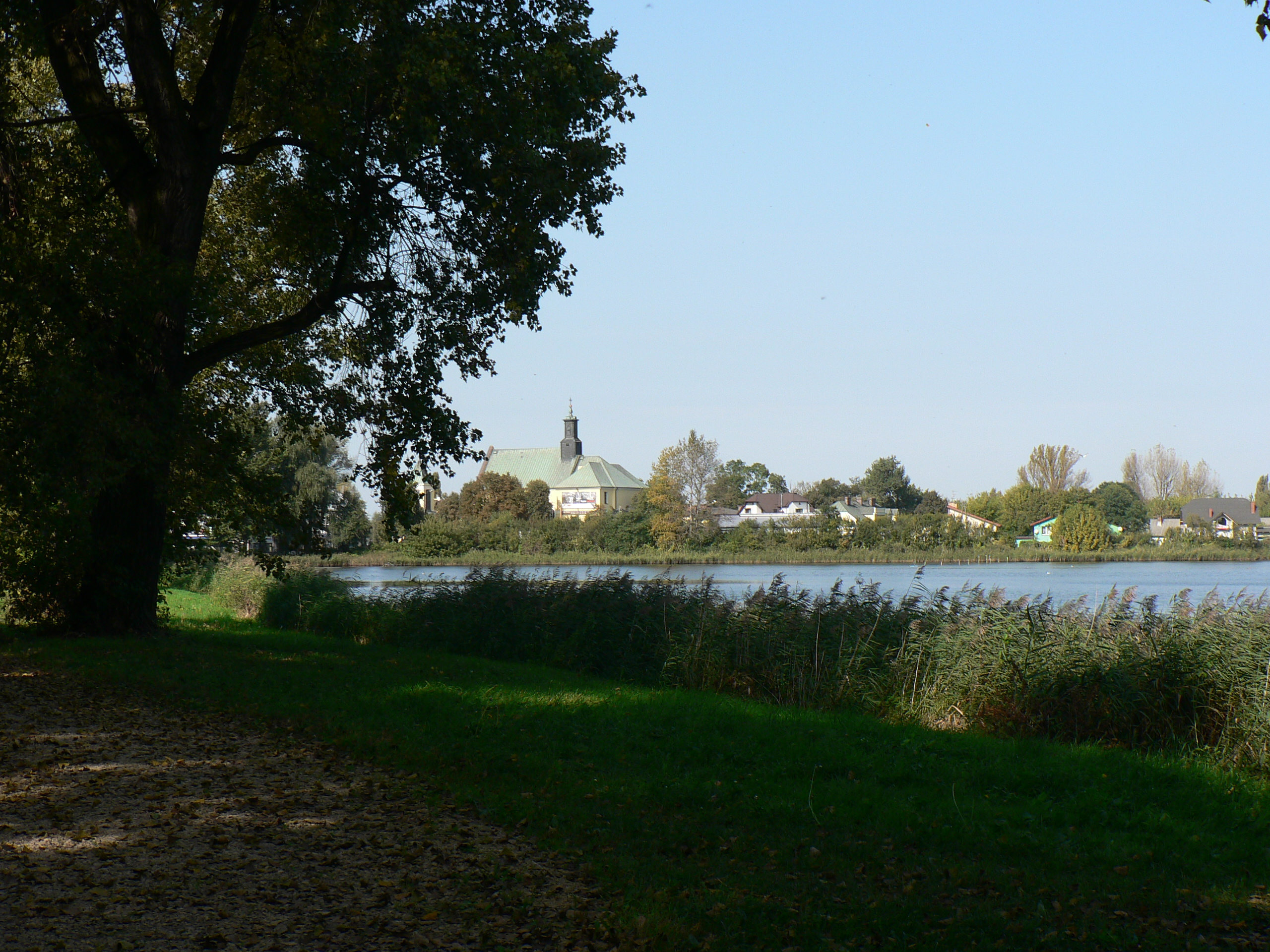
Panorama Raszyna znad Stawów Raszyńskich

Raszyn – wieś w Polsce położona w województwie mazowieckim, w powiecie pruszkowskim, siedziba gminy Raszyn. Leży na Równinie Mazowieckiej, nad strugą Raszynką.
Miejscowość jest podzielona na dwa sołectwa Raszyn I i Raszyn II. W roku 2023 sołectwa te liczyły odpowiednio 3887 i 2828 mieszkańców.
Według danych z 27 lutego 2008 liczba osób zameldowanych na pobyt stały w Raszynie wynosiła 7109. 
Wieś duchowna Raszyniec położona w drugiej połowie XVI wieku w powiecie warszawskim ziemi warszawskiej województwa mazowieckiego. Do 1954 roku była to siedziba gminy Falenty.
W latach 1975–1998 miejscowość położona była w województwie warszawskim.

## Historia
Wzmiankowany w XIII wieku jako Raszyniec. Osada otrzymała w 1549 roku prawa do lokacji miasta, ale nie istnieją dokumenty pozwalające przypuszczać, że zostało ono zrealizowane. Pod Raszynem miały miejsce dwie, duże bitwy w roku 1794 oraz 1809.
10 lipca 1794 oddziały prusko-rosyjskie gen. Götza odrzuciły z lewego brzegu Utraty polskie ubezpieczenia, które wycofały się do Nadarzyna. Tadeusz Kościuszko zarządził odwrót całości sił polskich na linie umocnień Warszawy.

Teren bitwy pod Raszynem

19 kwietnia 1809 pod Raszynem (teren dzisiejszej gminy Raszyn) starły się wojska polskie i saskie dowodzone przez księcia Józefa Poniatowskiego z korpusem wojsk austriackich dowodzonych przez arcyksięcia Ferdynanda d’Este. Potyczka zakończona podpisaniem przez obie strony porozumienia, była taktycznie nierozstrzygnięta. Jednak zapoczątkowała ona kampanię, której efektem było między innymi dwukrotne powiększenie obszaru Księstwa i zwiększenie polskiej siły zbrojnej z 14 000 do 60 000 w niecałe trzy miesiące.

## Zabytki

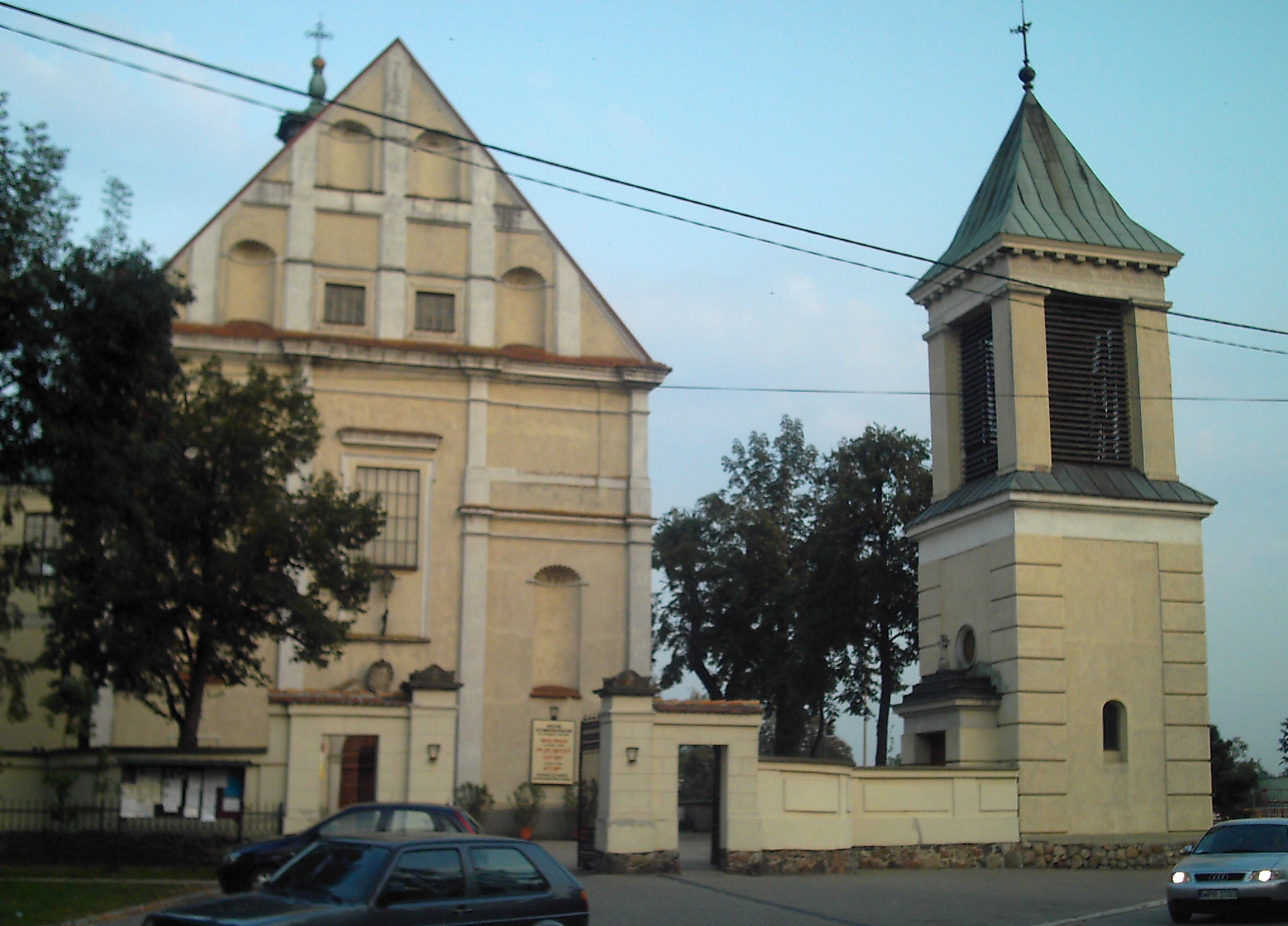
Kościół św. Szczepana i Anny w Raszynie

Znajduje się tu m.in. zabytkowy rzymskokatolicki kościół parafialny pod wezwaniem św. Szczepana, przydrożna barokowa kapliczka słupowa z XVII w., przy której zmarł bohater bitwy pod Raszynem – Cyprian Godebski (upamiętniony dodatkową tablicą), obelisk z 1828 z rzeźbą Matki Boskiej z 1692 r. na grobie żołnierzy poległych w 1809, barokowa figura Boga Ojca w Falentach, pomnik bitwy pod Raszynem oraz pomnik Męczeństwa.

## Infrastruktura

### Transport

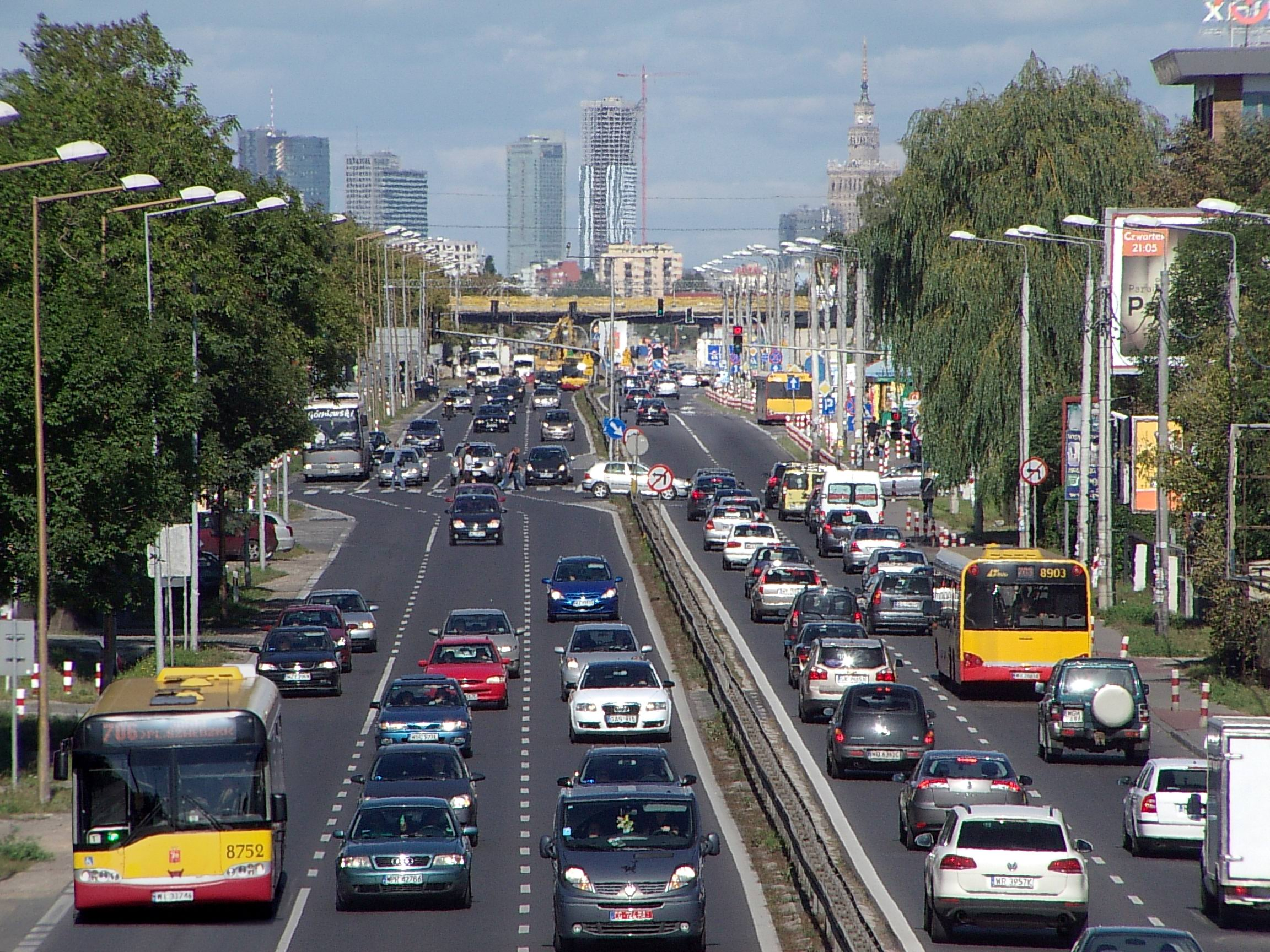
Al. Krakowska

Główną arterię Raszyna stanowi aleja Krakowska, która łączy miejscowość z Warszawą. W pobliżu północnej granicy Raszyna zlokalizowany jest węzeł drogi ekspresowej S2.
Ważniejsze ulice to także Unii Europejskiej, Szkolna i Poniatowskiego, przy których znajdują się szkoły i urzędy.

#### Komunikacja miejska
Komunikacja miejska w Raszynie jest obsługiwana przez warszawski ZTM.

Pierwszą linią jaka kursowała to 130.
Autobusy obsługiwały trasę (już od połowy 1953 roku) pomiędzy obecną Austerią a pętlą Malownicza na pobliskim Okęciu.

Obecnie kursujące linie:
| Linia | Rodzaj linii | Pętla początkowa | Pętla końcowa             | Częstotliwość (szczyt/poza szczytem/święto) |
| ----- | ------------ | ---------------- | ------------------------- | ------------------------------------------- |
| 124   | zwykła       | P+R Al.Krakowska | Paluch                    | 10/15/20 min.                               |
| 703   | strefowa     | P+R Al.Krakowska | Kosów (przez Nadarzyn)    | 60/120/120 min.                             |
| 706   | strefowa     | P+R Al.Krakowska | Pl. Szwedzki (Janki)      | 20/30/60 min.                               |
| 707   | strefowa     | P+R Al.Krakowska | Targowisko (Piaseczno)    | 60/120/120 min.                             |
| 711   | strefowa     | P+R Al.Krakowska | P+R Nadarzyn              | 60/120/120 min.                             |
| 715   | strefowa     | P+R Al.Krakowska | Ursynów Północny          | 40/60/60 min.                               |
| 721   | strefowa     | P+R Al.Krakowska | Kosów (przez Sękocin)     | 60/120/120 min.                             |
| 728   | strefowa     | P+R Al.Krakowska | Złotokłos (przez Sękocin) | 60/120/60 min.                              |
| N88   | nocna        | Centrum          | Pl. Szwedzki (Janki)      | 60/60/60 min.                               |

Oprócz linii warszawskiego ZTM gmina Raszyn uruchomiła także samodzielnie dwie linie autobusowe.
Wykaz linii raszyńskich:
| Linia | Rodzaj linii | Pętla początkowa            | Pętla końcowa     | Częstotliwość (szczyt/poza szczytem/święto) |
| ----- | ------------ | --------------------------- | ----------------- | ------------------------------------------- |
| R1    | lokalna      | Osiedle Staszica (Pruszków) | P+R Al. Krakowska | 60/120/- min.                               |
| R2    | lokalna      | Jarząbka (Rybie)            | Podolszyn Pętla   | 60/120/120 min.                             |

Wszystkie kursy (łącznie z liniami lokalnymi) są obsługiwane przez pojazdy niskopodłogowe.

### Telekomunikacja

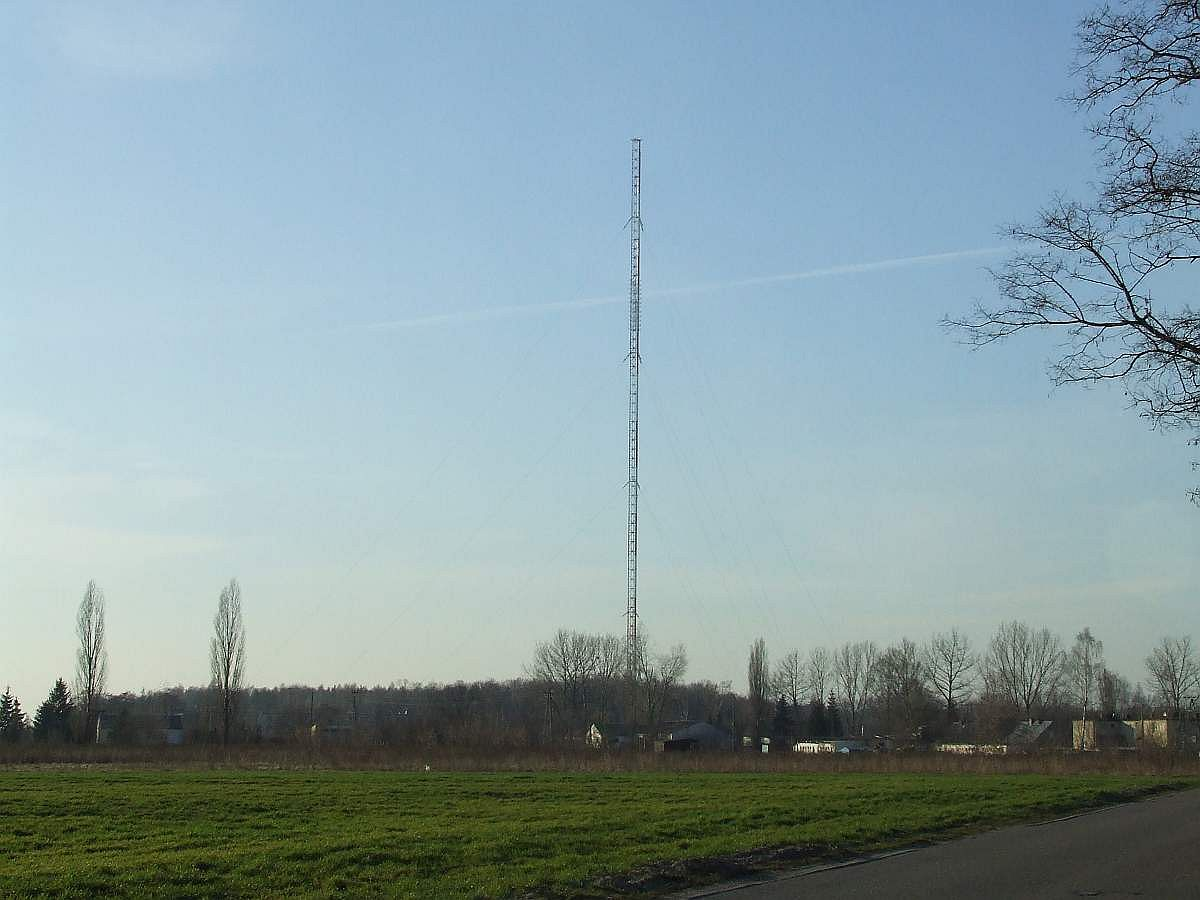
Radiostacja „Raszyn”

Od nazwy miejscowości pochodzi nazwa radiostacji „Raszyn”, której maszt w Łazach w gminie Lesznowola jest szóstą co do wysokości budowlą w Polsce (stan z roku 2006).

## Przyroda

### Rezerwat Stawy Raszyńskie
Od 1978 roku znajduje się tutaj rezerwat przyrody Stawy Raszyńskie o powierzchni 110 ha, obejmujący stawy rybne stanowiące tereny lęgowe ok. 100 gatunków ptaków. Wokół nich rośnie roślinność szuwarowa, która jest schronieniem i miejscem lęgu ptaków. Celem powołania rezerwatu była ochrona ptaków wodno-błotnych i lądowych.
Miejscowość otaczają pola uprawne oraz przepływa przez nią rzeka Raszynka.

## Oświata

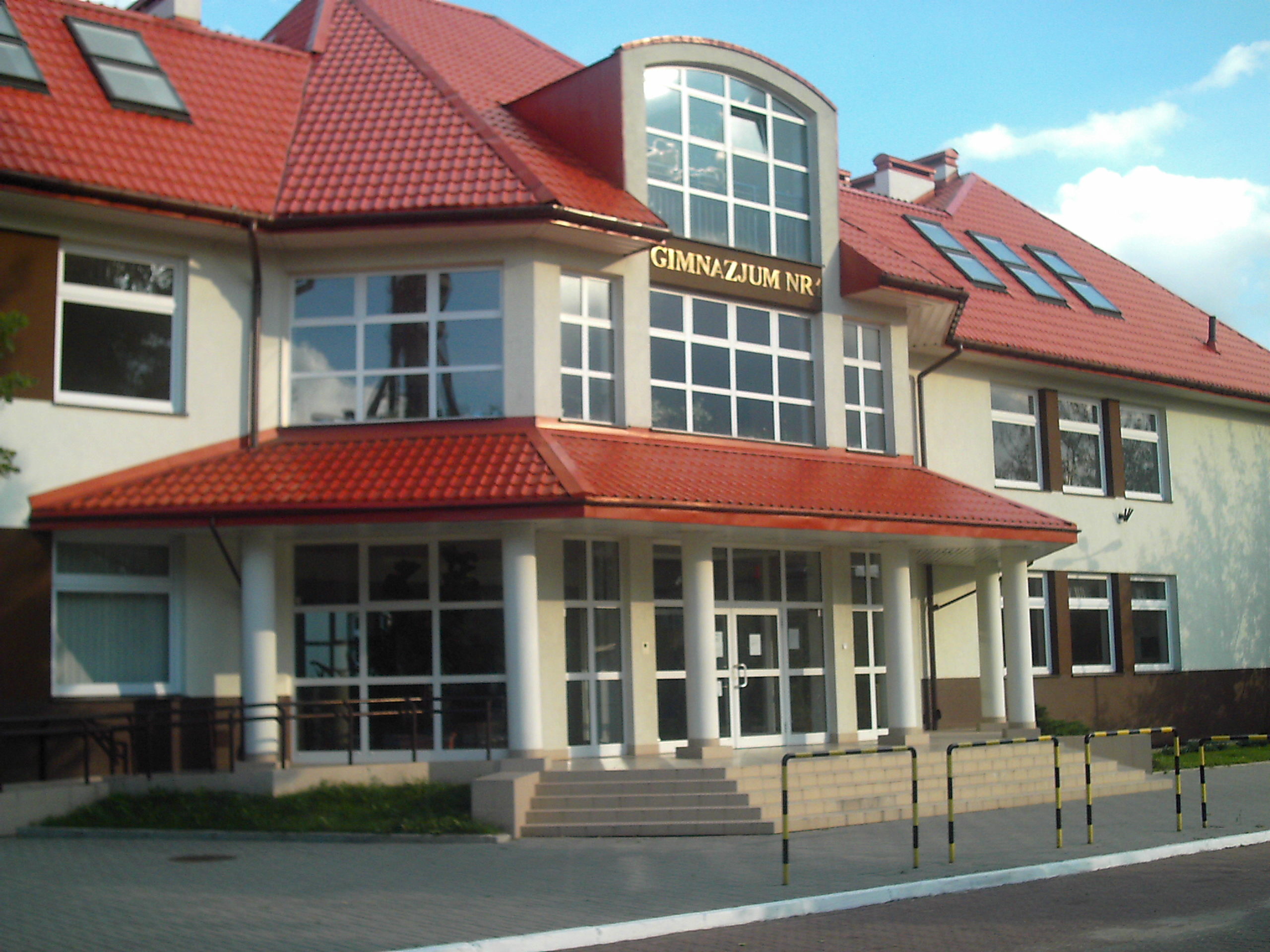
Byłe Gimnazjum nr 1 w Raszynie

W Raszynie istnieją dwie szkoły: Szkoła Podstawowa im. Cypriana Godebskiego istniejąca od 1951 roku oraz Gimnazjum im. Prymasa Tysiąclecia Kardynała Stefana Wyszyńskiego. Zostało przekształcone na drugi budynek szkoły podstawowej w 2017.

## Wspólnoty wyznaniowe
- Kościół rzymskokatolicki:
  - parafia św. Szczepana[11]
- Muzułmański Związek Religijny w RP:
  - Muzułmańska Gmina Wyznaniowa Warszawa-Fatih – Centrum Kultury Islamu w Raszynie[12]
- Świadkowie Jehowy:
  - zbór Warszawa-Raszyn, spotykający się w budynku Sali Królestwa przy ul. Krakowiaków 17 w Warszawie[13].
  - szkoła w Raszynie

## Administracja
Raszyn jest członkiem stowarzyszenia Unia Miasteczek Polskich.